# Destroy
El anglicismo Destroy se utiliza a veces dentro del movimiento punk para dos cosas principalmente: primero para nombrar la estética transgresora; o si no para referirse a las actitudes o corrientes violentas, negligentes, autodestructivas o antisociales dentro del mismo. Desde la aparición del straight edge y el punk politizado o socialmente comprometido, este significado tiene también connotaciones referentes a la pasividad ideológica y estereotipación que conlleva vivir de esas formas no constructivas.
En castellano a veces se le llama punk caótico.

## Contexto social
El contexto histórico del origen del punk nos sitúa ante una sociedad anglohablante formulada por roles sociales que muchos jóvenes consideraban hipócritas y tensos, basados en las apariencias y en la opinión pública estereotipada. El punk se presentó como una burla a la rigidez de los convencionalismos que ocultaban formas de opresión social y cultural. Se difundió el lema "no future", cantado con profusión por Sex Pistols, como ironía sobre la opinión que los punks tenían sobre la sociedad.

## El punk y la transgresión
El término inglés «punk» tiene un significado despectivo cuyo significado puede variar, aplicándose a objetos (significando «basura») o a personas (significando vago, despreciable, o también basura, escoria). Se utiliza de forma irónica como descripción del sustrato crítico o descontento que contiene esta música. Al utilizarlo como etiqueta propia, los punks se desmarcan de la adecuación a los roles y estereotipos sociales.
Debido al carácter de este significado dentro del contexto primigenio del punk, el punk a menudo se ha asociado a actitudes de descuido personal, se ha utilizado como medio de expresión de sentimientos de malestar y odio, y también ha dado cabida a comportamientos neuróticos o autodestructivos.

### Caos
El Punk-Rock, siempre fue asociado al Caos, pero no como un sinónimo de autodestrucción, sino en cambio como una revuelta al orden establecido. Contra el orden (control sobre el inviduo) los punks desean el caos (leyes naturales de la cosas). Normalmente la idea de «Caos» va asociada a la ideología anarquista regida por las máximas DIY (Do It Yourself, hazlo tú mismo) y «la libertad de cada uno acaba donde empieza la del de al lado».

### Transgresiones visuales en los años 1976-1979
En sus inicios, el punk a menudo venía acompañado de chocantes costumbres, además de las musicales, que reúnen una estética transgresora, tremendista, feísta, con visos situacionistas o  dadaístas. Parte de esas costumbres transgresoras, las más violentas, se fueron atemperando en los años 1980, y otras siguieron inspirando las expresiones típicas de la subcultura punk y hardcore.
- La estética punk buscaba rehuir de todas las convenciones aceptadas, por lo que los punks adoptaron elementos tales como cortes de pelo intencionalmente mal hechos (que derivaron en las típicas crestas), teñidos capilares en colores inusuales (rojo, verde, azul), botas demasiado grandes y sin atar, collares y muñequeras de pinchos, y ropa rota, pintada y con parches.
- La automutilación con finalidad estética. Algunos músicos, como Sid Vicious de Sex Pistols llegaban a protagonizar episodios de autodegradación en el escenario golpeándose o cortándose con objetos.
- Además los punks perforaban sus mejillas y aletas nasales con imperdibles, precediendo de una forma primaria a la moda de los pírsines en varias décadas.
- La exhibición de símbolos nazis. Los punks de la primera oleada vestían copias de chaquetas de uniformes alemanes de la Segunda Guerra Mundial. Más tarde, la moda se simplificó simplemente en portar esvásticas. El uso de estos símbolos no respondía a ninguna identificación con el nazismo, sino simplemente se portaban para provocar, o crear un debate sobre el valor de los símbolos. Algunos locales Punk llegaron a colgar banderas nazis con el mismo propósito.
- El escupir a los músicos en los conciertos. Esta costumbre se inició en los conciertos de Johnny Rotten, según el director de "La gran estafa del Rock and Roll":

Cuando Rotten por fin salió al escenario, parecía Agincourt. Salieron esas bolas de mocos por los aires  que dejaron a John como si fuera Medusa

- - Siouxsie enfermó de conjuntivitis, después de que un esputo le alcanzase en un ojo.
  - Joe Strummer sufrió de fiebre glandular después de tragar involuntariamente un esputo.
- El baile pogo. Este baile consiste en mover todo el cuerpo al ritmo frenético de la música, se baila dentro de un corro de personas y, debido a la violencia del baile y muchas veces a la indumentaria (como pulseras con pinchos), los golpes, empujones y heridas estaban a la orden del día.

Johnny Rotten, cantante de los Sex Pistols, asegura en The Filth And The Fury:

...Era la falta de dinero, la pobreza y el hambre, lo que habían convertido al punk en algo nuevo y excitante, pero ya ha llegado la estereotipación, el unifome punk, la falta de originalidad.

## «No future»
La teoría del No Futuro surge cuando los grupos de jóvenes ven que su futuro es negro, falta de empleo, el alto precio de la vivienda y la falta de oportunidades hacen que estos grupos se rebelen contra todo lo establecido, así como al futuro idealista que se les propone a los jóvenes. Simplemente había gente que se negaba a seguir el estilo de vida propuesto. 
También aparece en una canción de los Sex Pistols God save the queen La cual dice en el estribillo refiriéndose a la Reina de Inglaterra : No hay futuro / No hay futuro para ti.
En varias oportunidades Iosu Expósito de la banda de punk vasco Eskorbuto ha dicho que no habría futuro
«El tiempo siempre da la razón. Todo estará viejo y nosotros habremos muerto«, «No me preocupa la muerte pues ya todo está perdido, no hay futuro para nadie».
Aunque no está de más afirmar que gracias a los Pistols se ha esparcido esta manera de ver el futuro dentro del Movimiento Punk. Lo que también ha traído muchos malentendidos, por lo que en un ejemplar de la revista Rolling Stone, afirmó Johnny Rotten: «(El estribillo de ‘No future…’) fue pensado como un llamado a la acción, no a la resignación. ‘No hay futuro’ a menos que vayas y crees uno, entonces carpe diem, etcétera. No es terminar con todo, no hay futuro, punto final. No, es puntos suspensivos… hay que levantarse y hacer el esfuerzo uno mismo. Nadie va a hacerlo por uno. No esperes que te lo sirvan en bandeja». Esto demuestra en otras palabras, que muchas veces los seguidores han tergiversado el mensaje bien por comprederlo de una forma totalmente arbitraria, por falta de interés, o bien por otras cuestiones.